# Petrea campinae
Petrea campinae là một loài thực vật có hoa trong họ Cỏ roi ngựa. Loài này được Rueda miêu tả khoa học đầu tiên năm 1992.